# Сулдурци
Сулдурци (на македонска литературна норма: Сулдурци) е село в източната част на Северна Македония, община Радовиш.

## География
Селото се намира в Радовишкото поле, югоизточно от общинския център Радовиш. В селото има две църкви. „Свети Илия“ е енорийският храм, разположен в центъра, изграден в XIX век, и преизграден в 2010 година. „Свети Атанасий“ е от 1841 година.
- „Свети Илия“ (2010)
- „Свети Атанасий“ (1841)

## История
В XIX век Сулдурци е село в Радовишка кааза на Османската империя. Според статистиката на Васил Кънчов („Македония. Етнография и статистика“) от 1900 година Селдурци има 90 жители българи християни.
В началото на XX век християнското население на селото е под върховенството на Българската екзархия. По данни на секретаря на екзархията Димитър Мишев („La Macédoine et sa Population Chrétienne“) през 1905 година в Сулдарци (Souldartzi) има 112 българи екзархисти.
След Междусъюзническата война в 1913 година селото остава в Сърбия.

## Личности
Родени в Сулдурци
- Андон Митов, български революционер, деец на ВМОРО, през Първата световна война, по случай 15-а годишнина от Илинденско-Преображенското въстание, е награден с орден „За заслуга“ за заслуги към постигане на българския идеал в Македония;[5] след Първата световна война федералист в четата на Ване Арсов[6]
- Ефтим Манев (р. 1942), северномакедонски политик